# تشارلي وارد (لاعب كرة قدم)
تشارلي وارد (بالإنجليزية: Charlie Ward)‏ (19 فبراير 1995 في المملكة المتحدة - ) هو لاعب كرة قدم بريطاني في مركز الوسط. لعب مع هيوستن دينامو.

## وصلات خارجية
- تشارلي وارد على موقع قاعدة بيانات كرة القدم.إي يو (الإنجليزية)
- تشارلي وارد على موقع Soccerway.com (الإنجليزية)